# Comitê Olímpico Boliviano
O Comitê Olímpico Boliviano (código do COI: COB; em castelhano:  Comité Olímpico Boliviano) é o Comitê Olímpico Nacional que representa a Bolívia no Comitê Olímpico Internacional (COI), na Organização Desportiva Pan-Americana (ODEPA), na Associação dos Comitês Olímpicos Nacionais (ACNO) e na Organização Desportiva Sul-Americana (ODESUR).
O COB é responsável por coordenar todos os aspectos dos esportes olímpicos na Bolívia. Conta com o apoio de dezenove federações nacionais que representam as modalidades olímpicas de verão e uma federação nacional que representa a modalidade olímpica de inverno praticada na Bolívia.

## História
Foi criado em 1932 e reconhecido pelo COI em 1936. Sua sede fica em La Paz, Bolívia.